# 郝又明
郝又明（1934年—），中國北京市人，中国共产党党员，于1998年创立北京市朝阳外国语学校，兼任校长至今。

## 教学经历
1959年，郝又明毕业于清华大学水利系。1963年起，郝又明在北京市第二十五中学开始了自己长达28年的“二十五中生涯”，历任英语教师、英语教研组长和年级组长。随后于1990年至1994年，转任北京市朝阳区求实中学英语教师。1994年，她又来到北京市十一学校开始推行自己的英语教学实验方案——“分层教学”，并获得了一定的成功。
为更加完善自己“分层教学”的理念，1998年，郝又明创办了北京市朝阳外国语学校，并担任校长至今。她在这所学校扩大了“分层教学”的理念，数学等科目也开始实行“分层教学”，并取得了成功。

## 所获荣誉
- 曾获“北京市人民教师”奖章，多次获得北京市、区级“荣誉教师”称号
- 1985年，论文《用心理学原理大面积提高中学英语教学质量》获得中国教育协会一等奖
- 1985年，获得“五一劳动奖章”、“全国教育系统劳动模范”称号
- 1989年，作为唯一的中学教师代表，参加联合国教科文组织举办的21世纪教育研讨会和教育研讨圆桌会议
- 1996年，在北京市十一学校开展的英语“分层教学”受到好评，获得北京市“胡楚南”教育改革创新奖

## 其人轶事
虽然郝又明女士患有股骨头坏死，目前只能依靠拐杖走路，但年轻时曾经是清华摩托车队的辅导员。